# ベルパッソ
ベルパッソ（イタリア語: Belpasso）は、イタリア共和国シチリア州カターニア県にある、人口約2万8000人の基礎自治体（コムーネ）。

## 地理

### 位置・広がり
カターニア県のコムーネ。県都カターニアから北西へ13kmの距離にある。

#### 隣接コムーネ
隣接するコムーネは以下の通り。括弧内のSRはシラクーザ県所属を示す。

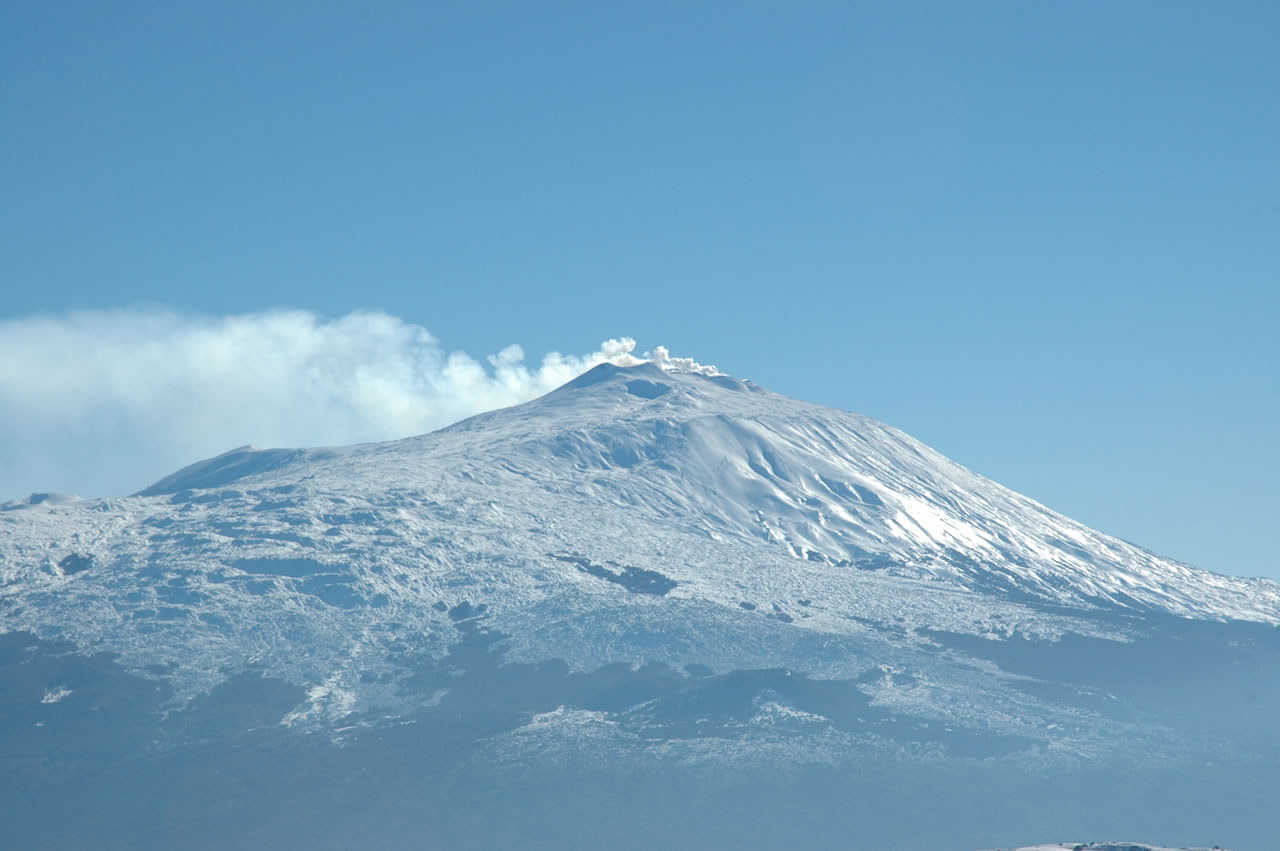
ベルパッソからのエトナ山

- アドラーノ
- ビアンカヴィッラ
- ブロンテ
- カンポロトンド・エトネーオ
- カスティリオーネ・ディ・シチーリア
- カターニア
- レンティーニ (SR)
- マレット
- マスカルチーア
- モッタ・サンタナスタージア
- ニコロージ
- パテルノー
- ラガルナ
- ラマッカ
- ランダッツォ
- サン・ピエトロ・クラレンツァ
- サンタルフィオ
- ザッフェラーナ・エトネーア

## 行政

### 分離集落
ベルパッソには、以下の分離集落（フラツィオーネ）がある。
- Piano Tavola, agglomerati: Villaggio del Pino, Le Ginestre, Frumenti, Valcorrente, Astrel, Giaconia, Palazzolo, Acquaros